# Grazer Zeitung
Pour les articles homonymes, voir Grazer.
Le Grazer Zeitung est un hebdomadaire autrichien publié à Graz depuis 1787. Il est le journal officiel du Land de Styrie. De 1787 à 1866, il s'appelait Grätzer Zeitung.

## Grätzer Zeitung
Le Grätzer Zeitung (également appelé Grazer Zeitung au début) a été publié à Graz de 1787 à 1866. Au début, il paraissait quatre fois par semaine, puis tous les jours et même deux fois par jour. Son premier rédacteur en chef fut Joseph Karl Kindermann. Il est resté au journal jusqu'en 1800.

## Grazer Zeitung
Le Grazer Zeitung porte le sous-titre Amtsblatt für das Land Steiermark et paraît chaque semaine sous ce titre depuis 1867.